# On - drakon
On - drakon (russisk: Он – дракон) er en russisk spillefilm fra 2015 af Indar Dzjendubajev.

## Medvirkende
- Marija Poezzjajeva som Miroslava "Mira"
- Matvej Lykov som Arman
- Ivo Gospodinov
- Stanislav Ljubsjin
- Ieva Andrejevaite som Jaroslava